# Vladimir Nemšilov
Vladimir Konstantinovič Nemšilov (in russo Владимир Константинович Немшилов?; Soči, 24 novembre 1948) è un ex nuotatore sovietico, dal 1992 russo.

## Carriera
Fece parte della squadra sovietica che vinse la medaglia di bronzo nella staffetta 4x100m misti a Città del Messico 1968.

## Palmarès
- Giochi olimpici estivi

Città del Messico 1968: bronzo nella 4x100m misti.
- Europei

Barcellona 1970: bronzo nei 100m farfalla e nella 4x100m misti.